# Josza Anjembe
Josza Anjembe, née en 1982 à Paris, est une réalisatrice française, documentariste, scénariste et journaliste.

## Biographie
Née à Paris avec un frère jumeau d'une mère infirmière et d'un père couvreur camerounais, Josza Anjembé grandit à Bondy et aux Lilas. Après son baccalauréat (section ES), elle obtient une maitrise en « communication » à l'université de Paris VIII « Vincennes à Saint-Denis ». En 2014, elle suit une formation d'assistanat à la réalisation (CIFAP), d'analyse d'image (INA) et de réalisation (Artwork). En 2016, elle étudie le scénario (Le Groupe Ouest).
À partir de 2004, Josza Anjembé travaille comme journaliste pour TF1 (Sans aucun doute), puis pour France5 et France2. Entre 2009 et 2011, elle est journaliste reporter d’images pour la chaîne de télévision Africa 24. En 2017, elle continue à « piger » comme journaliste, notamment pour Canal+ Afrique. 
En 2012, Josza Anjembé est lauréate de la Bourse de la vocation de la Fondation Bleustein-Blanchet. En 2014, elle participe à « Talents en court » du Jamel Comedy Club, dispositif grâce auquel elle espère réaliser son premier court. En 2015, elle obtient la Bourse des festivals offerte par Kiss Films et le CNC. 
Elle est membre des jurys de l'Action nationale « Les 24 h des 24 h des réalisations » (2016), du festival « Buzzons contre le sexisme » (2013-2016), du Paris Virtual Film Festival (2017), du festival de Saint-Paul-les-Trois-Châteaux (2017) et du Festival du court métrage de Clermont-Ferrand 2024 (prix Queer métrage). 
Josza Anjembé donne également des cours à l'école Miroir, au lieu Le Bal, à la Fabrique du regard, pour YouTube, aux CEMEA et à l'université de Paris VIII. 

## Œuvre
En 2011, Josza Anjembé se lance dans la réalisation d'un documentaire, Massage à la camerounaise, sur les femmes camerounaises qui se font « repasser » les seins afin d’en freiner le développement (automutilation dans le but de se protéger des hommes). Elle le produit seule, et le monte également. Le film est sélectionné par le festival Festival international des programmes audiovisuels de Biarritz, ainsi que celui de Montréal et de Créteil. Il est également diffusé sur la Chaîne parlementaire en mars 2014. 
En 2012, Josza Anjembé réalise un deuxième documentaire, K.R.U.M.P, une histoire du Krump en France, pour lequel elle a suivi pendant quatre ans un groupe de danseurs. Le film est sélectionné au Festival des cultures urbaines de Paris. Le film raconte l'émergence du KRUMP (Kingdom Radically Uplifted Mighty Praise, soit Éloge puissant d'un royaume radicalement élevé), danse inspirée par le clown dancing, inventé en 1992 par Thomas Johnson, bouleversé par la violence des émeutes raciales. Nouveau genre musical en France auquel se confrontent Warrenne, Grihka et Andréa, première femme, française, blanche, devant les Krump Kings, les dieux du Krump, juges de la première compétition 100 % Krump en France. 
En 2016, Josza Anjembé réalise son premier court métrage de fiction, Le bleu blanc rouge de mes cheveux, qui recueille près de 37 prix dans autant de festivals et qui est sélectionné en 2018 aux César, catégorie « Meilleur court-métrage ». Le film, au budget de 100 000 euros, est tourné en sept jours à Rennes en septembre 2015. La réalisatrice compose également et joue la musique du générique de fin. L'histoire met en scène une adolescente d'origine camerounaise qui se passionne pour l'histoire de la France, le pays qui l'a vue naître et dont elle souhaite acquérir la nationalité française. Son père, Amidou, s'y oppose farouchement et sa coiffure « afro » l'empêche d'entrer dans le cadre prédéfini pour la photo du passeport.  
En 2019, Josza Anjembé sort son court métrage intitulé Baltringue qui met en scène la relation de désir entre deux jeunes détenus d'un centre pénitentiaire, l'un à son arrivée, l'autre à deux jours de son élargissement. Tourné avec un budget de 90 000 euros en milieu carcéral, il recueille de bonnes critiques : on parle ainsi d'« œuvre prometteuse », il reçoit le Prix France Télévisions 2020.

## Filmographie

### Réalisatrice
- 2011 : Massage à la camerounaise, documentaire, 50 min, prod. : LCP
- 2012 : K.R.U.M.P, une histoire du Krump en France[2], documentaire, 52 min
- 2016 : Le bleu blanc rouge de mes cheveux[9],[10], court-métrage de fiction avec Grâce Seri, Augustin Ruhabura, Mata Gabin, Ousmane Macalou
- 2017 : Fraternité(s)
- 2019 : Baltringue, court-métrage de fiction avec Alassane Diong et Yoann Zimmer

### Objet de reportage
- [vidéo] « Portrait de Josza Anjembe », Libre Court - Émission spéciale femmes et cinéma sur France 3, 4 janvier 2021

## Prix
- 2018 : prix du jury, Festival international du court métrage de Louvain (nl) pour Le bleu blanc rouge de mes cheveux
- 2017 : prix HP Bridging the Borders, Festival international du court métrage de Palm Springs (en) pour Le bleu blanc rouge de mes cheveux